# Ковальчук Галина Михайлівна
Гали́на Миха́йлівна Ковальчу́к (1946—2001) — українська майстриня художнього оброблення шкіри та кераміки, член НСХУ (1993).

## Життєпис
Народилася 1946 року в селі Ласківці ( нині Тернопільського району Тернопільська область). 1970 року закінчила Косівський технікум народних художніх промислів. Від того часу працювала художником Тернопільської науково-дослідної станції в Хоросткові. Протягом 1974—1995 років працювала майстром з художнього оброблення шкіри на Тернопільському художньо-виробничому комбінаті. 1987 року відзначена дипломом 1-го ступеню ВДНГ УРСР.
Згодом на творчій роботі. Учасниця міських, обласних, всеукраїнських мистецьких виставок від 1986 року. Персональні виставки відбулися у Тернополі (1995) та Києві (1997).
Дружина Володимира Ковальчука.
Основні техніки — тиснення на шкірі, плетіння пряме та кіскою, у кераміці — ангоби, рельєф, гравірування. Роботи зберігаються у Музеї історії Києва, Національному музеї історії України, Музеї етнографії та художнього промислу, Тернопільському краєзнавчому музеї.
Серед робіт:
- скриньки
  - «Козак Мамай» (1975),
  - «С. Наливайко» (1990),
  - «Зацвіла в долині червона калина» (1993),
  - «Князь Василько Теребовлянський» (1997),
- папки
  - «Щасливе дитинство» (1980),
  - «40 років Перемоги» (1985),
- альбом «1500-річчя Києва» (1982),
- керамічні плакетки
  - «Байда Вишневецький» (1986),
  - «Б. Хмельницький» (1995),
  - «П. Сагайдачний» (1998),
- панно
  - «Князь Володимир» (1993),
  - «Княгиня Ольга» (1994),
  - «Архангел Михаїл» (1998),
- кубок «900- річчя Теребовлі» (1996).

Померла 2001 року в Хоросткові.